# 源信 (公卿)
源 信（みなもと の まこと）は、平安時代初期から前期にかけての公卿。嵯峨天皇の子（嵯峨第一源氏）。官位は正二位・左大臣、贈正一位。初代源氏長者。北辺大臣と号した。

## 経歴
嵯峨朝の弘仁5年（814年）に弟の弘・常と共に源朝臣姓を賜与されて臣籍降下し、左京に貫付されて戸主となった。淳和朝の天長2年（825年）無位から従四位上に直叙され、翌天長3年（826年）侍従に任ぜられる。治部卿・播磨権守を経て、天長8年（831年）7月に22歳で参議に任ぜられ、同年正月に非参議ながら従三位に叙せられた弟・常に半年遅れて公卿に列す。天長9年（832年）正四位下に昇叙。
天長10年（833年）仁明天皇の即位後まもなく従三位に叙せられる。仁明朝では天皇の外伯父・橘氏公や、嵯峨上皇の女婿でその信頼が非常に篤かった藤原良房には官位を越えられるものの順調な昇進を果たし、承和2年（835年）正三位、承和9年（842年）に発生した承和の変の直後に中納言、承和15年（848年）大納言に任ぜられる。
嘉祥3年（850年）文徳天皇の即位後まもなく従二位に昇る。次期春宮の選定にあたって、右大臣・藤原良房が後見する惟仁親王（のち清和天皇）が有力であったもののまだ幼少であったことから、文徳天皇から先に長男の惟喬親王（紀静子所生）を立てて、惟仁親王が成長したのちに皇嗣を継がせる意向について相談を受ける。ここで信は、惟仁に罪があるなら廃すべきであるが、罪がないのであれば他の皇子を擁立すべきではない、天皇の命令であっても承諾できない、と述べたという。斉衡4年（857年）良房の太政大臣就任に伴い左大臣に昇進。
天安2年（858年）清和天皇の即位と同時に正二位に至る。貞観6年（864年）信が弟の中納言・源融、右衛門督・源勤らと共謀して反逆しようとしている旨の投げ書があり、世間が大騒ぎとなる。これより先に、信と対立するようになり次第に不和となっていた大納言・伴善男は、この事件に乗じて「大臣（信）が不善を為そうとしていることは既に耳にしている。このような匿名の文書があることがその徴候である」と断じた。貞観7年（865年）春になると、信の家人・清原春瀧を日向掾に、左馬少属・土師忠道を甲斐権掾、左衛門府生・日下部遠藤を肥後権大目とする任官が行われる。これは弓馬に優れる者を抜擢するように見せかけた、信の威勢を奪うものであった。
果たして、翌貞観8年（866年）応天門の変が発生。閏3月に応天門が焼失すると、大納言・伴善男の誣告により信は放火の嫌疑を受け、右大臣・藤原良相と伴善男との通謀により、朝廷の兵士により信の邸宅が取り囲まれる。しかし、太政大臣・藤原良房はこの出兵を承知しておらず、清和天皇に対して状況を確認したところ、天皇も初耳であるとのことで、結局勅により参議・大江音人と左中弁・藤原家宗が信の邸宅に派遣されて仲裁が行われた。信は平素より伴善男と不仲であったことから、もともと危惧を抱きつつも、危機から逃れるための対策は行っていなかったところ、思いかけず虎口を逃れることができたという。信は所有していた駿馬12頭・従者40余名を朝廷に献上し、反乱の意図がないことを示そうとしたが、朝廷は受け取らず全て返却した。なお、変にて朝廷の兵に邸を包囲されて絶望した、信の家の人々が嘆き悲しむ様子が『伴大納言絵詞』として描かれている。
この事件は信に大きな精神的打撃を与え、以後門を閉じて篭居していた。貞観10年閏12月（869年2月）気分転換のために摂津国河辺郡に狩猟に出かけるが、その最中に落馬して深泥に陥った。救い出され呼吸停止状態から一旦蘇生したものの、意識不明のまま数日後の28日に薨去。享年59。最終官位は左大臣正二位。遺命により薄葬とされ殯歛（仮殯）の日も多くの人は知らなかった。以前より北山の嶺の下に造立していた一棟の建物の中に棺を安置し、四方の壁を固く閉じ、人畜に妄りに侵入されないようにしたという。翌貞観11年（869年）3月に正一位の位階を贈位された。

## 人物
生来、才知に優れる一方、洗練されていて上品な性質であり、人並みならぬ気高さがあった。
古人が書き残した書物を好んで読み、書の腕前も優れ、図画も巧みで彩色がすばらしく馬の形の絵はまるで本物のようであった。また、嵯峨上皇からは親しく笛・琴・琵琶など楽器の教習も受けた。あらゆる物事に対してその深奥を究めたが、特に鷹狩りには非常に心を注いだという。

## 官歴
注記のないものは『六国史』による。
- 弘仁5年（814年） 5月8日：臣籍降下（源朝臣）[3]
- 弘仁6年（815年） 6月19日：貫附左京
- 天長2年（825年） 10月20日：従四位上（直叙）[4]
- 天長3年（826年） 正月28日：侍従。7月3日：治部卿[4]
- 天長5年（828年） 正月13日：播磨権守[4]
- 天長8年（831年） 7月11日：参議、治部卿播磨権守如元[4]
- 天長9年（832年） 正月7日：正四位下。11月7日：左兵衛督、去治部卿[4]
- 天長10年（833年） 3月6日：従三位
- 承和2年（835年） 正月7日：正三位。正月11日：兼近江守。4月16日：左近衛中将
- 承和4年（837年） 2月23日：兼左衛門督、近江守如故
- 承和8年（841年） 7月28日：兼武蔵守
- 承和9年（842年） 7月15日：服解（嵯峨上皇服喪）[4]。7月25日：中納言
- 承和15年（848年） 正月10日：大納言
- 嘉祥3年（850年） 4月17日：従二位。11月25日：東宮傅
- 仁寿4年（854年） 8月28日：兼右近衛大将。9月23日：止大将
- 斉衡4年（857年） 2月19日：左大臣
- 天安2年（858年） 11月7日：正二位
- 貞観2年（860年） 10月29日：賜山城国宇治郡地25町
- 貞観10年（868年） 閏12月28日：薨去（左大臣正二位）
- 貞観11年（869年） 3月4日：正一位

## 系譜
『尊卑分脈』による。
- 父：嵯峨天皇
- 母：広井氏[2]または広幡氏、藤井氏[5]
- 生母不詳の子女
  - 男子：源叶
  - 男子：源平
  - 男子：源恭（初名は謹）
  - 男子：源有
  - 男子：源好
  - 男子：源保 - 若狭守従五位下
  - 男子：源任
  - 男子：源昌
  - 男子：春尋[6]